# Мишин, Сергей
Серге́й Ми́шин (латыш. Sergejs Mišins; 4 июня 1987, Рига) — латвийский футболист, полузащитник.

## Биография
Воспитанник академии «Сконто», свою футбольную карьеру Сергей Мишин начинал в клубах «Сконто-2» и «Олимп», выступая в Первой лиге Латвии. В августе 2006 года в прессу просочилась информация, что Сергей Мишин переезжает на постоянное место жительства в Швейцарию, и в связи с этим он подписал двухлетний контракт с местным клубом «Лугано». Но позднее выяснилось, что Сергей Мишин никогда не был в «Лугано» и никакого контракта с клубом не подписывал.
В середине июля 2007 года Сергей Мишин отправился на просмотр в испанский клуб «Альхесирас», выступавший в Сегунде Б, с которым он вскоре подписал контракт на один год. В начале 2008 года, из-за финансовых проблем в «Альхесирасе», Сергей Мишин перешёл в ряды клуба «Торредонхимено», с которым доиграл сезон в 9-й группе Терсеры.
После завершения сезона, летом 2008 года, Сергей Мишин отправился в Швейцарию на поиски нового клуба. Проведя несколько товарищеских матчей в составе «Локарно», 8 июля 2008 года он подписал контракт с этим клубом сроком на один год, с возможностью его дальнейшего продления ещё на один год.
14 января 2009 года Сергей Мишин расторг свой контракт с «Локарно» и вернулся на родину. Вскоре он присоединился к рижской «Даугаве», в рядах которой и дебютировал в Высшей лиги Латвии.
В начале 2010 года Сергей Мишин перешёл в клуб «Гулбене 2005», с которым в этом же году пробился в Высшую лигу, заняв первое место в Первой лиге Латвии.